# 邢家社乡
邢家社乡，是中华人民共和国山西省太原市古交市下辖的一个乡镇级行政单位。

## 行政区划
邢家社乡下辖以下地区：
邢家社村、西峪沟村、刘庄村、龙子村、中社村、陈家社村、阳屋上村、草庄头村、师家山村、宋家庄村、南沟村、油房坪村、上庄村、瓦屋沟村、关头村、新华村、郑家庄村和康家社村。